# Hagen (Gummersbach)
Hagen ist ein Ortsteil von Gummersbach im Oberbergischen Kreis im südlichen Nordrhein-Westfalen.

## Geographie
Der Ort liegt rund elf Kilometer westlich des Stadtzentrums.

## Geschichte
1542 fand der Ort zum ersten Mal urkundliche Erwähnung, als ein Engelbert Flynß ym Hagen in der Türkensteuerliste genannt wurde.
Der Weiler Hagen gehörte bis 1806 zur Reichsherrschaft Gimborn-Neustadt.

## Freizeit
Zwischen Hagen, Würden und Berghausen erstreckt sich die Golfanlage „Gimborner Land“.

## Verkehr
Die Haltestelle von Hagen/Würden wird über die Buslinie 316 (Gummersbach Bf – Neuremscheid) angeschlossen.